# 라일라 할메
라일라 시니카 할메(Laila Sinikka Halme, 본명: 라일라 시니카 소피(Laila Sinikka Soppi), 1934년 3월 4일 ~ 2021년 11월 28일)는 핀란드의 가수이다. 유로비전 송 콘테스트 1963에서 핀란드 대표로 참가했다.